# تلسکوپ اتو استروو

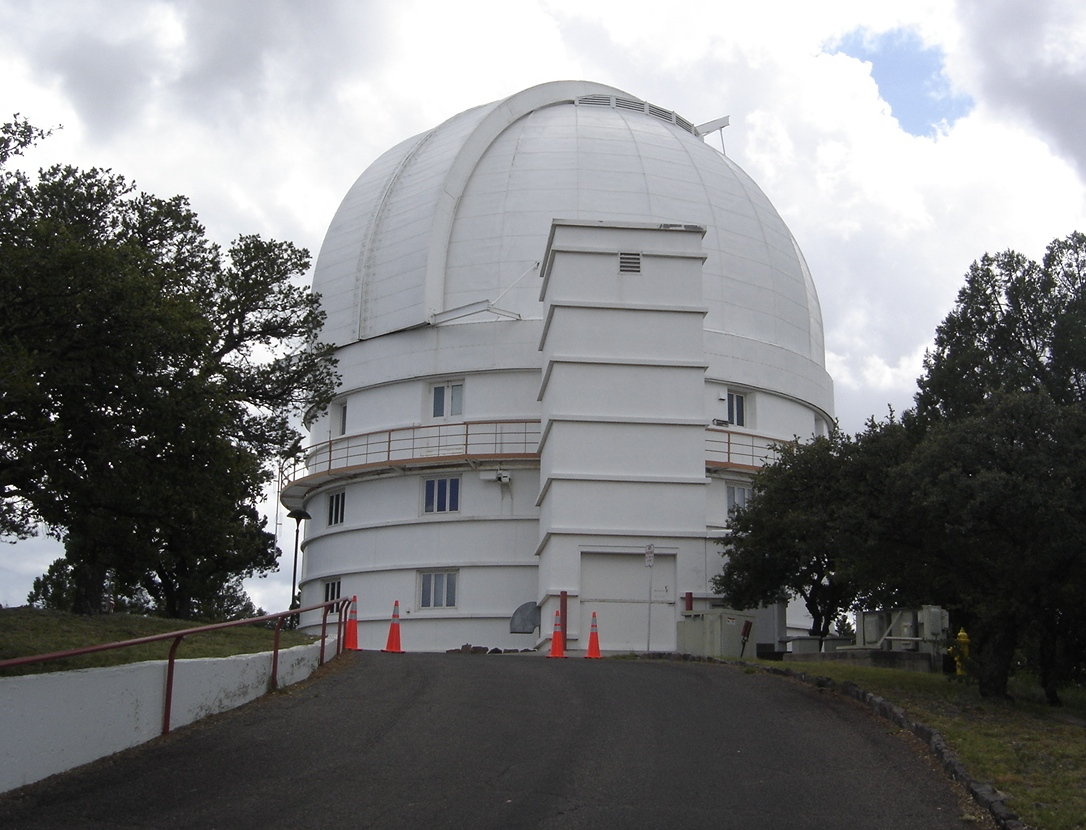

تلسکوپ اتو استروو (به انگلیسی: Otto Struve Telescope) ساخت ۱۹۳۳، نام یکی از بزرگ‌ترین تلسکوپهای نوری واقع در رصدخانه مکدونالد است که در ایالت تگزاس آمریکا قرار گرفته‌است.
این تلسکوپ متشکل از آیینه با قطر ۲۰۸۰ سانتیمتری است. دانشگاه تگزاس در آستین این تلسکوپ را اداره می‌کند.
| # | نام تلسکوپ رصدخانه                                        | تصویر | دهانه                 | ارتفاع             | نخستین نور | پشتیبان (های) ویژه                       |
| - | --------------------------------------------------------- | ----- | --------------------- | ------------------ | ---------- | ---------------------------------------- |
| 1 | تلسکوپ هیل رصدخانه پالومار                                |       | ۲۰۰ اینچ ۵۰۸ سانتی‌متر | ۱۷۱۳ متر (۵۶۲۰ پا) | ۱۹۴۹       | جرج الری هیل جان دیویس راکفلر ادوین هابل |
| ۲ | تلسکوپ هوکر رصدخانه کوه ویلسون                            |       | ۱۰۰ اینچ ۲۵۴ سانتی‌متر | ۱۷۴۲ متر (۵۷۱۵ پا) | ۱۹۱۷       | جرج الری هیل اندرو کارنگی                |
| ۳ | تلسکوپ مک‌دونالد رصدخانه مک‌دونالد (یعنی تلسکوپ اتو استروو) |       | ۸۲ اینچ ۲۱۰ سانتی‌متر  | ۲۰۷۰ متر (۶۷۹۱ پا) | ۱۹۳۹       | اوتو استروو                              |